# Song Chaoqing
Song Chaoqing (chinesisch 宋朝卿, Pinyin Sòng Cháoqīng, * 21. März 1991) ist eine chinesische Biathletin.
Song Chaoqing lief ihre ersten internationalen Rennen im Rahmen des Biathlon-Europacup 2007/2008. Das erste Rennen bestritt sie bei einem Sprint in Geilo, wo sie 12. wurde. Nachdem sie sechs Rennen im Jahr 2007 bestritten hatte, wurde sie zunächst nicht mehr vom chinesischen Verband eingesetzt. Erst zum Auftakt der Saison 2008/09 wurde sie, dieses Mal für den Biathlon-Weltcup, wieder für internationale Rennen nominiert. In Östersund bestritt sie als erstes das Einzel, in dem sie 58. wurde. Nachdem sie beim folgenden Sprint 44. wurde, qualifizierte sich Song auch gleich zum ersten Mal für ein Verfolgungsrennen und wurde in diesem 44. Es dauerte noch zwei weitere Rennen, bis Song in Hochfilzen bei einem Verfolgungsrennen als 37. erstmals Punkte sammelte. Zu Beginn des Weltcups 2009/2010 belegte Song Chaoqing in Östersund im Sprint mit Platz 5 erstmals einen Rang in den Top 10.
Song Chaoqing nahm 2010 an den Olympischen Winterspielen teil. Mit Platz 9 in der Staffel und Rang 32 im Sprint erreichte sie ihre besten Resultate.

## Biathlon-Weltcup-Platzierungen
Die Tabelle zeigt alle Platzierungen (je nach Austragungsjahr einschließlich Olympische Spiele und Weltmeisterschaften).
- 1.–3. Platz: Anzahl der Podiumsplatzierungen
- Top 10: Anzahl der Platzierungen unter den ersten zehn (einschließlich Podium)
- Punkteränge: Anzahl der Platzierungen innerhalb der Punkteränge (einschließlich Podium und Top 10)
- Starts: Anzahl gelaufener Rennen in der jeweiligen Disziplin
- Staffel: inklusive Mixed- und Single-Mixed-Staffeln

| Platzierung         | Einzel | Sprint | Verfolgung | Massenstart | Staffel | Gesamt |
| ------------------- | ------ | ------ | ---------- | ----------- | ------- | ------ |
| 1. Platz            |        |        |            |             |         |        |
| 2. Platz            |        |        |            |             |         |        |
| 3. Platz            |        |        |            |             | 1       | 1      |
| Top 10              |        | 1      | 1          |             | 9       | 11     |
| Punkteränge         | 3      | 9      | 6          | 2           | 24      | 44     |
| Starts              | 9      | 27     | 12         | 2           | 24      | 74     |
| Stand: Karriereende |        |        |            |             |         |        |